# Вела Пикола (Тревизо)
Вела Пикола је насеље у Италији у округу Тревизо, региону Венето.
Према процени из 2011. у насељу је живело 36 становника. Насеље се налази на надморској висини од 2 м.